# Dodgy

Dodgy er en musikgruppe fra Storbritannien, der blev dannet i 1990.

## Diskografi
- The dodgy album (1993)
- Homegrown (1994)
- Free Peace Sweet (1996)
- Found you (1996)

| Musikgruppe | Spire Denne artikel om en britisk musikgruppe er en spire som bør udbygges. Du er velkommen til at hjælpe Wikipedia ved at udvide den. |